# Xanthoectroma
Xanthoectroma is een geslacht van vliesvleugeligen uit de familie Encyrtidae. De wetenschappelijke naam van dit geslacht is voor het eerst geldig gepubliceerd in 1925 door Mercet.

## Soorten
Het geslacht Xanthoectroma is monotypisch en omvat slechts de volgende soort:
- Xanthoectroma aquilinum Mercet, 1925